# Agrostis kinabaluensis
Agrostis kinabaluensis é uma espécie de gramínea do gênero Agrostis, pertencente à família Poaceae.